# كورتيس إف 9 سي سباروهاوك
كورتيس إف 9 سي سباروهاوك  (بالإنجليزية: Curtiss F9C Sparrowhawk)‏ هي طائرة مقاتلة كانت تستخدم بشكل أساسي من قبل بحرية الولايات المتحدة. كان أول طيران لها في 12 فبراير 1931. دخلت الخدمة في 1931، انتهت خدمتها في 1937. صنع منها 2013 طائرة.